# Milada Emmerová
Milada Emmerová (ur. 4 listopada 1944 w Pilźnie) – czeska polityk, lekarka i działaczka samorządowa, parlamentarzystka, w latach 2004–2005 minister zdrowia, od 2008 do 2010 hetman kraju pilzneńskiego.

## Życiorys
Z zawodu lekarka, w 1967 ukończyła studia medyczne na wydziale lekarskim Uniwersytetu Karola z siedzibą w Pilźnie. Uzyskała specjalizacje I oraz II stopnia w zakresie chorób wewnętrznych, a w 1989 stopień kandydata nauk. Habilitowała się w 1993. Zawodowo od ukończenia studiów związana ze szpitalem uniwersyteckim w rodzinnej miejscowości, od 1993 na stanowisku docenta.
Od 1967 do 1989 należała do Komunistycznej Partii Czechosłowacji. W 1994 dołączyła do Czeskiej Partii Socjaldemokratycznej. W latach 1996–2004 zasiadała w Izbie Poselskiej. Od kwietnia 2004 do października 2005 sprawowała urząd ministra zdrowia w rządach Stanislava Grossa i Jiříego Paroubka. W latach 2005–2008 była zastępczynią dyrektora szpitala uniwersyteckiego w Pilźnie. W 2008 wybrana na radną kraju pilzneńskiego. Objęła w tymże roku funkcję hetmana tego kraju, którą pełniła do 2010. Ustąpiła w związku z ponownym wyborem do Izby Poselskiej. W 2012 została natomiast wybrana do Senatu; mandat senatora wykonywała do 2018.